# Diego González (Fußballspieler, 1997)
Diego González, vollständiger Name Diego Alexis González Miranda, (* 21. Februar 1997 in Tacuarembó oder Paso de los Toros) ist ein uruguayischer Fußballspieler.

## Karriere
Der 1,72 Meter große Offensivakteur González spielte von 2010 bis 2012 für die Nachwuchsmannschaft von Defensor Sporting. Anschließend war er von 2012 bis 2013 für den in Tacuarembó beheimateten Klub Ferrocarril aktiv. Von 2013 bis 2015 folgte eine Rückkehr ins Nachwuchsteam von Defensor Sporting. 2015 wechselte er zu Juventud und war ebenfalls Mitglied der Nachwuchsmannschaft (Formativas). Beim Klub aus Las Piedras gehörte er erstmals am 21. November 2015 bei einem Ligaspiel der Profimannschaft dem Spieltagskader an, kam allerdings nicht zum Einsatz. Am 21. Februar 2016 debütierte er schließlich für Juventud in der Primera División, als er von Trainer Jorge Giordano am 3. Spieltag der Clausura beim 3:1-Auswärtssieg gegen Liverpool Montevideo in der 89. Spielminute für Facundo Barcelo eingewechselt wurde. Insgesamt absolvierte er in der Spielzeit 2015/16 zwei Erstligapartien (kein Tor). Während der Saison 2016 kam er zweimal (kein Tor) in der Liga zum Einsatz. In der laufenden Spielzeit 2017 lief er bislang (Stand: 9. Februar 2017) in einer Erstligapartie (kein Tor) auf.